# نمط الإنتاج الآسيوي
وضع كارل ماركس نظرية نمط الإنتاج الآسيوي في أوائل 1850ات. وجرى وصف جوهر النظرية على أنها «الاقتراح [...] بأن المجتمعات الآسيوية قد استعبدتها فئة حاكمة مستبدة، تقيم في المدن المركزية، وتصادر بشكل مباشر فائض المجتمعات القروية ذات الاكتفاء الذاتي إلى حد كبير وغير المتمايزة بشكل عام.»
لا تزال النظرية تثير سجالات حامية بين الماركسيين وغير الماركسيين على حد سواء. وقد رفض البعض المفهوم برمته على أساس أن التشكيلات الاجتماعية والاقتصادية في ما قبل الرأسمالية في آسيا لم تختلف بما فيه الكفاية عن تلك التي في أوروبا الإقطاعية لتبرير تسمية خاصة. بالإضافة لماركس، فقد كان فريدريك إنجلز متحمسا لنظرية نمط الإنتاج الآسيوي. وقد ركز كلاهما على القاعدة الاجتماعية الاقتصادية لمجتمع نمط الإنتاج الآسيوي.

## المبادئ
تركز نظرية ماركس على تنظيم العمل وتعتمد على تمييزه بين ما يلي:
- وسائل أو قوى الإنتاج؛ عناصر مثل الأراضي والموارد الطبيعية والأدوات والمهارات والمعارف البشرية اللازمة لإنتاج سلع مفيدة اجتماعيا؛
- علاقات الإنتاج، التي هي العلاقات الاجتماعية التي تشكلت عندما اتحد ("verbindung") البشر في عمليات إنتاج السلع المفيدة اجتماعيا.

تؤلف تلك العوامل أنماط الإنتاج ويميز ماركس العصور التاريخية باختلاف أنماط الإنتاج السائدة. أكد ماركس وإنجلز على أن الدور الذي تلعبه الدولة في المجتمعات الآسيوية هو السائد، وقد عزو إليه احتكار الدولة لملكية الأراضي وقوتها السياسية والعسكرية المطلقة أو سيطرتها على أنظمة الري. وعزا ماركس وإنجلز هيمنة الدولة على الطبيعة الجماعية لحيازة الأراضي وعزل سكان القرى المختلفة عن بعضها البعض.

## انتقادات
أثار مفهوم نمط الإنتاج الآسيوي سجالا بين المعلقين الماركسيين وغير الماركسيين. وهو أكثر الأنماط المختلف عليها بين أنماط الإنتاج المذكورة في أعمال ماركس وإنجلز. وقد أثيرت أسئلة تتعلق بصحة مفهوم نمط الإنتاج الآسيوي من حيث ما إذا كان يتوافق مع واقع بعض المجتمعات. وقد شكك المؤرخون في قيمة مفهوم نمط الإنتاج الآسيوي «لحقائق» التاريخ الهندي أو الصيني.
وقد تباين قبول مفهوم نمط الإنتاج الآسيوي مع التغيرات في البيئة السياسية. وقد رفضت النظرية في الاتحاد السوفياتي أثناء الفترة الستالينية. اقترح كارل أوغست ويتفوجيل في كتابه عام 1957، الاستبداد الشرقي، أن مفهوم الاستبداد الشرقي أظهر أن سبب الرفض كان التشابه بين نمط الإنتاج الآسيوي وواقع روسيا أثناء حكم ستالين.

## الحواشي
1. ↑  Wigen، Kären (1997)، The Myth of Continents: A Critique of Metageography، University of California Press، ص. 94، ISBN:978-0-520-20743-1. {{استشهاد}}: الوسيط |الأول= يفتقد |الأخير= (مساعدة)
2. ↑  Krader، Lawrence (1975)، The Asiatic mode of production: sources, development and critique in the writings of Karl Marx، Van Gorcum، ISBN:978-90-232-1289-8.
3. ↑  Cooper، Steve؛ Jaksic، Miomir (2005)، "The Asiatic Mode of Production – A New Phoenix (part 2)"، Journal of Contemporary Asia، ج. 35، ص. 499–536، DOI:10.1080/00472330580000291. {{استشهاد}}: الوسيط |الأول= يفتقد |الأخير= (مساعدة)
, p. 499
4. ↑  Marx، Karl (1875)، "Critique of the Gotha Programme"، Marx & Engels Selected Works، Progress Publishers، ج. 3، ص. 13–30.
5. ↑  Marshall، Gordon (1998)، "Asiatic mode of production"، A Dictionary of Sociology، مؤرشف من الأصل في 2010-06-08، اطلع عليه بتاريخ 2010-08-22.
6. ↑  Hirst، Paul (1975)، Pre-capitalist Modes of Production، Routledge & Kegan Paul، ص. 178، ISBN:978-0-7100-8168-1. {{استشهاد}}: الوسيط |الأول= يفتقد |الأخير= (مساعدة)
7. ↑  Offner، Jerome (1981)، "On the Inapplicability of 'Oriental Despotism' and the 'Asiatic Mode of Production' to the Aztecs of Texcoco"، American Antiquity، ج. 46، ص. 43–61، DOI:10.2307/279985.
8. ↑  Legros، Dominique (1977)، "Chance, Necessity and Mode of Production: A Marxist Critique of Cultural Evolutionism"، American Anthropologist، ج. 79، ص. 26–41، DOI:10.1525/aa.1977.79.1.02a00030, p.38.
9. ↑  Wittfogel، Karl (1957)، Oriental Despotism; A Comparative Dtudy of Total Power، Yale University Press.